# Sân bay Nha Trang
Sân bay Nha Trang (IATA: NHA, ICAO: VVNT) là một cựu sân bay hỗn hợp quân sự dân sự ở thành phố Nha Trang, tỉnh Khánh Hòa.

## Lịch sử
Trong thời kì Chiến tranh Việt Nam, đây là căn cứ không quân của Không lực Việt Nam Cộng hòa và Không quân Hoa Kỳ. Sau khi chiến tranh kết thúc, sân bay này được sử dụng cho đồng thời quân sự và dân sự, phục vụ các chuyến bay tới Nha Trang.

## Hiện nay
Sau khi sân bay quốc tế Cam Ranh được cải tạo và chuyển một phần thành sân bay dân sự, kể từ ngày 19 tháng 5 năm 2004, các tuyến bay dân sự đến Nha Trang được chuyển về sân bay Cam Ranh thay thế, nhằm nâng cao khả năng vận chuyển hành khách và đảm bảo an toàn cao hơn. Sân bay Nha Trang chính thức đóng cửa bộ phận nhà ga dân sự và trở thành sân bay quân sự của Không quân Nhân dân Việt Nam, là căn cứ chính của Trung đoàn Không quân huấn luyện 920, Trường Sĩ quan Không quân.
Ngày 12 tháng 12 năm 2009, Thủ tướng Nguyễn Tấn Dũng đã ký văn bản đồng ý chuyển đổi mục đích sử dụng dân sự đối với khu đất cũ của sân bay Nha Trang theo đề nghị của Bộ Quốc phòng và Ủy ban Nhân dân tỉnh Khánh Hòa. Theo đó, chuyển nhiệm vụ huấn luyện bay đào tạo phi công của Trung đoàn Không quân 920 tạm thời đến sân bay Cam Ranh, xây dựng khu sân bay quân sự tại Phan Thiết (Bình Thuận) đồng thời quy hoạch sử dụng khu đất thuộc sân bay Nha Trang cho phát triển kinh tế - xã hội và đảm bảo nhu cầu quốc phòng cho thành phố Nha Trang.
Năm 2019, Ủy ban Nhân dân tỉnh Khánh Hòa có ý kiến rằng muốn chuyển lô đất từng là sân bay Nha Trang thành bãi đỗ xe, nhưng chính phủ không đồng ý với ý kiến này.